# Drunken Lullabies
Drunken Lullabies — другий студійний альбом американського гурту Flogging Molly, виданий 19 березня 2002 року на SideOneDummy Records. Альбом досяг 104 місця у Billboard 200 та отримав золотий статус від асоціації звукозапису RIAA.

## Список пісень
Автор музики і слів Flogging Molly. 
| #     | Назва                                    | Тривалість |
| ----- | ---------------------------------------- | ---------- |
| 1.    | «Drunken Lullabies»                      | 3:53       |
| 2.    | «What's Left of the Flag»                | 3:38       |
| 3.    | «May the Living Be Dead (In Our Wake)»   | 3:50       |
| 4.    | «If I Ever Leave This World Alive»       | 3:21       |
| 5.    | «The Kilburn High Road»                  | 3:43       |
| 6.    | «Rebels of the Sacred Heart»             | 5:11       |
| 7.    | «Swagger»                                | 2:05       |
| 8.    | «Cruel Mistress»                         | 2:57       |
| 9.    | «Death Valley Queen»                     | 4:18       |
| 10.   | «Another Bag of Bricks»                  | 3:45       |
| 11.   | «The Rare Ould Times»                    | 4:06       |
| 12.   | «The Son Never Shines (On Closed Doors)» | 4:24       |
| 45:18 |                                          |            |

## Цікаві факти
- пісня Drunken Lullabies входить до гри Tony Hawk's Pro Skater 4, а також увійшла до збірки Rock Against Bush, Vol. 2;
- Rebels of the Sacred Heart увійшла до збірки Warped Tour 2001 Tour Compilation;
- What's Left Of The Flag увійшла до збірки Warped Tour 2002 Compilation;
- пісня If I Ever Leave This World Alive грає у кінці фільму P. S. Я кохаю тебе;